# 1909
1909 (MCMIX) je bilo navadno leto, ki se je po gregorijanskem koledarju začelo na petek.

## Dogodki
- 16. januar - Shackletonova odprava po lastnih trditvah najde južni magnetni tečaj (podatek je sporen).
- 28. januar - zadnje ameriške enote zapustijo Kubo, kjer so bile nastanjene od konca špansko-ameriške vojne leta 1898.
- 5. februar - kemik Leo Baekeland prvič javno predstavi bakelit.
- 4. marec - William Howard Taft nasledi Theodora Roosevelta kot 27. predsednik Združenih držav Amerike.
- 31. marec - 
  - pričetek gradnje prekooceanke RMS Titanic.
  - Srbija je primorana sprejeti avstroogrsko priključitev Bosne in Hercegovine.
- 6. april - ameriška odprava pod vodstvom Roberta Pearyja doseže severni tečaj.
- 11. april - ustanovljen je Tel Aviv.
- 19. april - ustanovljeno je Anglo-perzijsko naftno podjetje (Anglo-Persian Oil Company), danes BP.
- 13. – 30. maj - prva dirka Giro d'Italia s štartom in ciljem v Milanu.
- 25. julij - 
  - Louis Blériot kot prvi človek v zrakoplovu, težjim od zraka, preleti Rokavski preliv.
  - po Kataloniji izbruhnejo spopadi med delavci in vojsko zaradi vpoklica rezervistov.
- 8. oktober - meritve potresa v okolici Zagreba dajo podatke, na podlagi katerih Andrija Mohorovičić odkrije Mohorovičićevo nezveznost.
- 11. november - vojna mornarica Združenih držav Amerike ustanovi vojaško oporišče v Pearl Harborju (Havaji).
- 18. november - nikaragovski diktator José Santos Zelaya izda ukaz za usmrtitev 500 revolucionarjev, med njimi dveh Američanov, na kar se ZDA odzovejo z napotitvijo dveh bojnih ladij.
- 25. november - prvi polet Edvarda Rusjana v letalu EDA I, ki sta ga zgradila z bratom.
- 17. december - Albert I. nasledi očeta Leopolda II. na belgijskem prestolu.

## Rojstva
- 5. januar - Stephen Cole Kleene, ameriški matematik, častnik, logik († 1994)
- 11. januar - France Habe, slovenski speleolog († 1999)
- 22. januar - U Tant, burmanski politik in diplomat († 1974)
- 3. februar - Simone Weil, francoska filozofinja, krščanska mistikinja in socialna aktivistka († 1943)
- 12. februar - Zoran Mušič, slovenski slikar († 2005)
- 16. februar - Richard McDonald, ameriški poslovnež († 1998)
- 26. februar - Talal, jordanski kralj († 1972)
- 25. marec - Gizela Šuklje, slovenska arhitektka († 1994)
- 13. april - Stanislaw Marcin Ulam, poljsko-ameriški matematik († 1984)
- 22. april - Rita Levi-Montalcini, italijanska nevrologinja in političarka, nobelovka († 2012)
- 18. maj - Fred Perry, angleški tenisač († 1995)
- 26. maj - Maksim Sedej, slovenski slikar († 1974)
- 30. maj - Benny Goodman, ameriški džezovski klarinetist († 1986)
- 6. junij - Isaiah Berlin, britanski filozof († 1997)
- 20. junij - Errol Flynn, avstralski filmski igralec († 1959)
- 18. julij - Andrej Gromiko, ruski politik († 1989)
- 21. avgust - Nikolaj Nikolajevič Bogoljubov, ruski fizik in matematik († 1992)
- 14. september - Peter Markham Scott, angleški ornitolog, naravovarstvenik in slikar († 1989)
- 21. september - Kwame Nkrumah, ganski politik († 1972)
- 5. oktober - Walter Markov, nemški zgodovinar slovenskega rodu († 1993)
- 18. oktober - Norberto Bobbio, italijanski pravnik, filozof in politolog († 2004)
- 5. november - Edward Lawrie Tatum, ameriški genetik, nobelovec († 1975)
- 22. november - Mihail Mil, ruski letalski inženir († 1970)
- 26. november - Eugène Ionesco, romunsko-francoski dramatik († 1994)
- 27. december - Henryk Jabłoński, poljski politik († 2003)

## Smrti
- 12. januar - Hermann Minkowski, nemški matematik in fizik (* 1864)
- 17. februar - Geronimo, voditelj Apačev (* 1829)
- 26. februar - Hermann Ebbinghaus, nemški psiholog (* 1850)
- 18. maj - George Meredith, angleški pisatelj in pesnik (* 1828)
- 7. julij - Walter Ritz, švicarski fizik (* 1878)
- 11. julij - Simon Newcomb, kanadsko-ameriški astronom in ekonomist (* 1835)
- 7. september - Eugène Lefebvre, francoski letalec (* 1878)
- 19. september - Jožef Borovnjak, madžarsko-slovenski pisatelj in politik (* 1826)
- 15. december - Francisco Tárrega, španski skladatelj in kitarist (* 1852)
- 17. december - Leopold II., belgijski kralj (* 1835)

## Nobelove nagrade
- Fizika -  Guglielmo Marconi, Karl Ferdinand Braun
- Kemija - Wilhelm Ostwald
- Fiziologija ali medicina - Emil Theodor Kocher
- Književnost - Selma Lagerlöf
- Mir - Auguste Marie Francois Beernaert in Paul-Henri-Benjamin d'Estournelles de Constant